# Merrimack Warriors
Merrimack Warriors är en idrottsförening tillhörande Merrimack College och har som uppgift att ansvara för collegets idrottsutövning.

## Idrotter
Warriors deltager i följande idrotter:
| Herrar - Amerikansk fotboll - Baseball - Basket - Fotboll - Friidrott - Ishockey - Lacrosse - Tennis - Terränglöpning | Damer - Basket - Fotboll - Friidrott - Golf - Ishockey - Lacrosse - Landhockey - Rodd - Simning - Softboll - Tennis - Terränglöpning - Volleyboll |

## Idrottsutövare
| Ishockey - Joe Cannata - Declan Carlile - Stéphane Da Costa - Collin Delia - Hampus Gustafsson | - Johnny Kovacevic - Rob Ricci - Brett Seney - Karl Stollery - Jim Vesey |